# 4864 Нимой
4864 Нимой (4864 Nimoy) е астероид от главния астероиден пояс с орбитален период от 1416.233276684937 дни (3,88 години).
Астероидът е открит на 2 септември 1988 г. и носи името на актьора Ленърд Нимой.